# Heterocola linguaria
Heterocola linguaria är en stekelart som först beskrevs av Alexander Henry Haliday 1838.  Heterocola linguaria ingår i släktet Heterocola och familjen brokparasitsteklar. Inga underarter finns listade i Catalogue of Life.